# خنفساء أطلسية
الخنفساء الأطلسية أو الخنفساء الفهقة (الاسم العلمي: Chalcosoma atlas)، هو نوع من الخنافس العملاقة المنتمية إلى فصيلة الجعليات. موطنها في جنوب شرق آسيا. تتميز ذكورها بثلاثة قرون بارزة.

## النويعات
- Chalcosoma atlas atlas (Linnaeus, 1758)
- Chalcosoma atlas butonensis Nagai, 2004
- Chalcosoma atlas keyboh Nagai, 2004
- Chalcosoma atlas mantetsu Nagai, 2004
- Chalcosoma atlas simeuluensis Nagai, 2004
- Chalcosoma atlas sintae Nagai, 2004
- Chalcosoma atlas hesperus (Erichson, 1834)